# Tristesse et Beauté (film, 1985)
Pour plus de détails, voir Fiche technique et Distribution.
Tristesse et Beauté est un film français réalisé par Joy Fleury et sorti en 1985.

## Fiche technique
- Titre : Tristesse et Beauté
- Réalisation : Joy Fleury
- Scénario : Joy Fleury et Pierre Grillet, d'après le roman de Yasunari Kawabata[1]
- Photographie : Bernard Lutic
- Décors : Dan Weill
- Son : François de Morant
- Montage : Nelly Meunier
- Musique : Jean-Claude Petit
- Cascades : Rémy Julienne
- Production : France 3 Cinéma - G.P.F.I. - Pacific Production
- Pays :  France
- Durée : 100 minutes
- Date de sortie : France - 29 août 1985

## Distribution
- Charlotte Rampling : Léa
- Myriem Roussel : Prudence
- Andrzej Zulawski : Hugo
- Béatrice Agenin : Agathe
- Jean-Claude Adelin : Martin
- Jean-Pol Dubois : Gilles
- Isabelle Sadoyan : Mathilde